# مارسدن هارتلي
مارسدن هارتلي (بالإنجليزية: Marsden Hartley)‏ (و. 1877 – 1943 م) هو رسام، وشاعر من الولايات المتحدة الأمريكية ولد في لويستون.

## روابط خارجية
- مارسدن هارتلي على موقع الموسوعة البريطانية (الإنجليزية)